# Cascade de Parcines
La cascade de Parcines (en allemand : Partschinser Wasserfall) se situe dans le Tyrol du Sud. Elle est située près du village de Parcines, à quelques kilomètres de la ville de Merano. 

## Description
La chute d'eau a une hauteur de 98 mètres et est donc la plus haute chute du Tyrol du Sud. 
L'endroit est accessible depuis le centre du village de Parcines en une heure et demie de marche environ. Le panorama autour de la cascade est caractérisé par le sommet de Tessa. Ici, se trouve le plus grand parc naturel du Tyrol du Sud, le parc naturel Gruppo di Tessa, qui compte de nombreux sentiers de randonnée. 
Le débit est particulièrement élevé lors de la fonte des neiges, pouvant atteindre 6000 litres par seconde.